# Можирон, Луи де
Луи де Можирон, маркиз д’Ампуи и де Сен-Сафорен (фр. Louis de Maugiron, marquis de Saint-Saphorin) (1560 — 27 апреля 1578, Париж) — миньон французского короля Генриха III. Участник знаменитой дуэли миньонов. Кузен барона де Ливаро, тоже участвовавшего в дуэли.

## Биография
Луи был старшим сыном генерал-лейтенанта Дофине и Бургундии Лорана де Можирона, графа де Монлеана (ум. 1588), участника войны с Испанией. Двоюродный брат барона де Ливаро.
В 1574 году Генрих III со своим двором отправился посмотреть, как идет подавление лангедокского восстания, и остановился в вьеннском имении Можиронов, где пробыл с 15 ноября по 18 января следующего года. Луи понравился брату короля, герцогу Анжуйскому, и был принят в его свиту. Уже в 1575 г. он стал камергером герцога с ежегодным окладом в 800 ливров.
Можирон отличился в военных кампаниях герцога, он принял участие в двух осадах: Ла-Шарите-сюр-Луар (8 апреля — 1 мая, 1577) и Иссуара (20 мая — 12 июня того же года); во время последней он потерял глаз, отчего заработал прозвище «кривой храбрец» («le brave borgne»). Вскоре после этого Можирон принял предложение Генриха III присоединиться к его свите и с тех пор стал одним из самых верных слуг короля.
На «дуэли миньонов» в Турнельском парке (1578) Можирон сначала выступал как секундант графа де Келюса, но, разозлённый виконтом де Рибераком, пытавшимся помирить Келюса с его соперником д’Антрагэ, вызвал его самого. Набожный Риберак перед схваткой опустился на колени и стал молиться. Можирон в ярости бросился на противника. Молодые люди пронзили друг друга насмерть. Король оплакивал любимца и срезал с его головы белокурый локон на память. Так же, как и граф де Келюс, умерший позже от многочисленных ран, полученных на дуэли, Можирон удостоился великолепной мраморной гробницы в парижской церкви Святого Павла. Через одиннадцать лет после «дуэли миньонов» его гробница, как и гробница Келюса, была разрушена разъяренными парижанами в ответ на убийство королём герцога де Гиза.

## В литературе
Как персонаж художественного произведения Можирон впервые появляется на страницах пьесы Кристофера Марло «Парижская резня» (1593). Он фигурирует в двух сценах: в первой отрубает ухо карманному вору, срезавшему драгоценные пуговицы с его камзола, во второй погибает от руки наемника, подосланного ревнивым мужем своей возлюбленной,- самим герцогом де Гизом (Марло в своей хронике очень вольно обращался с историческими фактами и заменил здесь Можироном другого миньона, Сен-Мегрена, действительно поплатившегося жизнью за свою связь с Екатериной Клевской).
Можирон также является одним из персонажей романа Александра Дюма-отца «Графиня де Монсоро». Во французской экранизации романа (1971) его сыграл Иван Варко, в русской — Леван Мсхиладзе.